# Badachszan
Badachszan (pers. بدخشان) – jedna z 34 prowincji (wilajet) w Afganistanie, w polskim piśmiennictwie także pod nazwą Badakszan. Zamieszkana jest głównie przez Tadżyków, oraz przez mniejszość kirgiską i uzbecką. Obszar ten był dawniej miejscem postoju na Jedwabnym Szlaku, a w latach 1657–1873 istniał tu chanat zamieszkany przez Uzbeków.

## Geografia
Prowincja Badachszan położona jest w północno-wschodniej części kraju, między rzeką Amu-Darią i pasmem górskim Hindukusz, które wraz z Pamirem zajmuje większą część jej powierzchni. Prowincja Badachszan graniczy na zachodzie z prowincjami Nurestan, Panczszir i Tachar. Wschodnią część prowincji Badachszan tworzy wąski korytarz wachański, który ciągnie się między Tadżykistanem (na północy) i Pakistanem (na południu) aż do Chin.
Wczesnym popołudniem 2 maja 2014 roku w wyniku długotrwałych opadów deszczu przeszła lawina błotna przez wieś Hobo Barik w powiecie Argo. Według miejscowych władz życie straciło ponad 2100 osób, ale niektóre szacunki mówią nawet o 2500 ofiarach.

## Powiaty

Powiaty prowincji Badachszan

Prowincja Badachszan dzieli się na 28 powiatów:
- Arghandż Chwa
- Argo
- Baharak
- Daraim
- Darwaz
- Darwazi Bala
- Dżurm
- Faizabad
- Iszkaszim
- Jaftali Sufla
- Jamgan
- Jawan
- Chasz
- Chwahan
- Kiszim
- Kohistan
- Kuf Ab
- Kuran wa Mundżan
- Ragh
- Szahr-i Buzurg
- Szighnan
- Sziki
- Shuhada
- Tagab
- Tiszkan
- Wachan
- Wardudż
- Zebak